# Biserica „Acoperământul Maicii Domnului” din Seliștea Nouă
Biserica „Acoperământul Maicii Domnului” este o biserică amplasată în Seliștea Nouă, raionul Călărași, Republica Moldova. Este un monument arhitectural de importanță națională inclus în Registrul monumentelor Republicii Moldova ocrotite de stat cu nr. 226 (raionul Călărași). Datează din 1820.